# Nathaniel Shilkret
Nathaniel Shilkret (New York, 1889. december 25. – New York, 1982. február 18.) amerikai zeneszerző, karmester, klarinétos, zongorista, rádió- és lemeztársaságok valamint a Metro-Goldwyn-Mayer zenei igazgatója volt.

## Életpályája

### Származása, pályakezdése
Shilkret Ausztriából bevándorolt zenészcsaládba született New Yorkban. Apja több hangszeren is játszott, mind a négy gyereke zenei képzését kisgyerekkoruktól biztosította. Egyik testvére, Jack Shilkret, karrierje párhuzamosan futott Nattal, klarinéton és zongorán játszott, vezényelt, később számos lemezfelvételt és filmzenét készített. Legkisebb testvére, Harry Shilkret orvos lett, de diákkorától trombitált és felnőttként orvosi praxisa mellett is fellépett Nathaniel Shilkret zenekaraiban rádiófelvételeken. Nathaniel Shilkret sógora pedig, Nathaniel Finston, a Paramount később a Metro-Goldwyn-Mayer zenei igazgatója volt.
Shilkret csodagyerekként hét és tizenhárom éves kora között Amerika-szerte klarinét szólistaként koncertezett, majd 1907-től a New York-i Filharmonikusok zenekari tagjaként fellépett többek között Vasily Safonov és Gustav Mahler vezénylete mellett, valamint a New York Symphony Orchestra-rel és a New York-i Metropolitan Opera Zenekarával is. Shilkret Walter Damrosch mellett korrepetitor is volt, többek között olyan sztárok mellett, mint a neves balett táncos, Isadora Duncan.

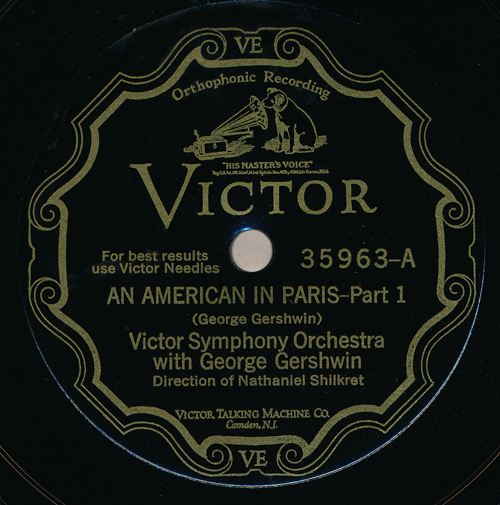
George Gershwin Egy amerikai Párizsban 1929-es első lemezfelvétele, a karmester Nathaniel Shilkret

1915 körül a Victor Talking Machine Company – későbbi néven az RCA – külföldi részlegéhez csatlakozott, és hamarosan annak menedzsere lett, majd 1926-tól a lemeztársaság könnyűzenei divíziójának igazgatójává nevezték ki. Több ezer felvételt készített, becslések szerint összesen akár 50 millió példányban adták el lemezeit. George Gershwin Egy amerikai Párizsban első lemezfelvételén, 1929-ben az RCA Victor Symphony Orchestra-t Nathaniel Shilkret vezényelte. Később több lemezfelvétele is Grammy-díjat kapott.

### A rádiózás úttörője

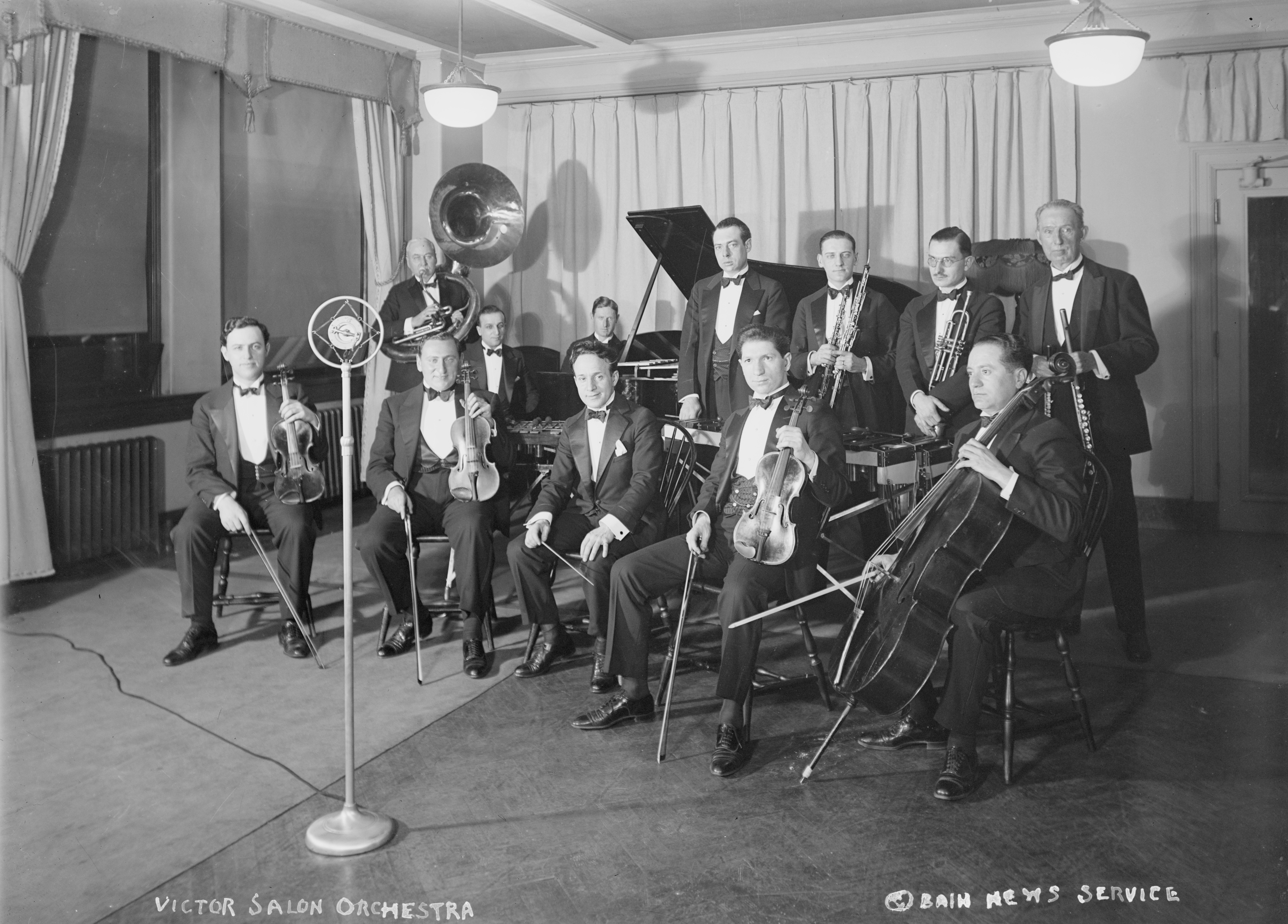
Shilkret (középen) a Victor Salon Orchestraval 1925 körül

A rádióstúdiók első sztárjainak egyike volt, 1925 és 1941 között becslések szerint több mint 3.000 rádióadást készített, beleértve a rádiózás történetének első varieté programját is, az 1923-ban New Yorkban indult The Eveready Hourt. Programjait a legnevesebb cégek szponzorálták, mint a Camel, Carnation, Chesterfield, Esso, Eveready, General Electric, General Motors, Hires Root Beer, Knickerbocker, Lysol, Maxwell House, Mobil Oil, Palmolive, RCA Victor, Salada tea és a Smith Brothers' Cough Drops.
Rádióműsoraiban szinte a kor összes, a könnyűzene világához tartozó sztárja zenélt pálcája alatt. Zenekara tagjai között fellépett Jimmy Dorsey, Tommy Dorsey, Benny Goodman, Lionel Hampton, Glenn Miller, Artie Shaw, Mike Mosiello valamint Del Staigers. George Gershwin, Jasha Heifetz, Mischa Elman és Andrés Segovia, mind az ő pálcája alatt játszott.
De operasztárok is, mint Rose Bampton, Lucrezia Bori, Fjodor Saljapin, Jon Crain, Richard Crooks, Miguel Fleta, Emilio de Gogorza, Amelita Galli-Curci, Mary Garden, Beniamino Gigli, Helen Jepson, Maria Jeritza, Giovanni Martinelli, Nino Martini, John McCormack, James Melton, Grace Moore, Jan Peerce, Lily Pons, Rosa Ponselle, Elisabeth Rethberg, Gladys Rice, Tito Schipa, Gladys Swarthout, John Charles Thomas és Lawrence Tibbett is énekeltek rádióműsoraikban Nathaniel Shilkret vezénylete mellett.

### Karrierjének késői szakasza

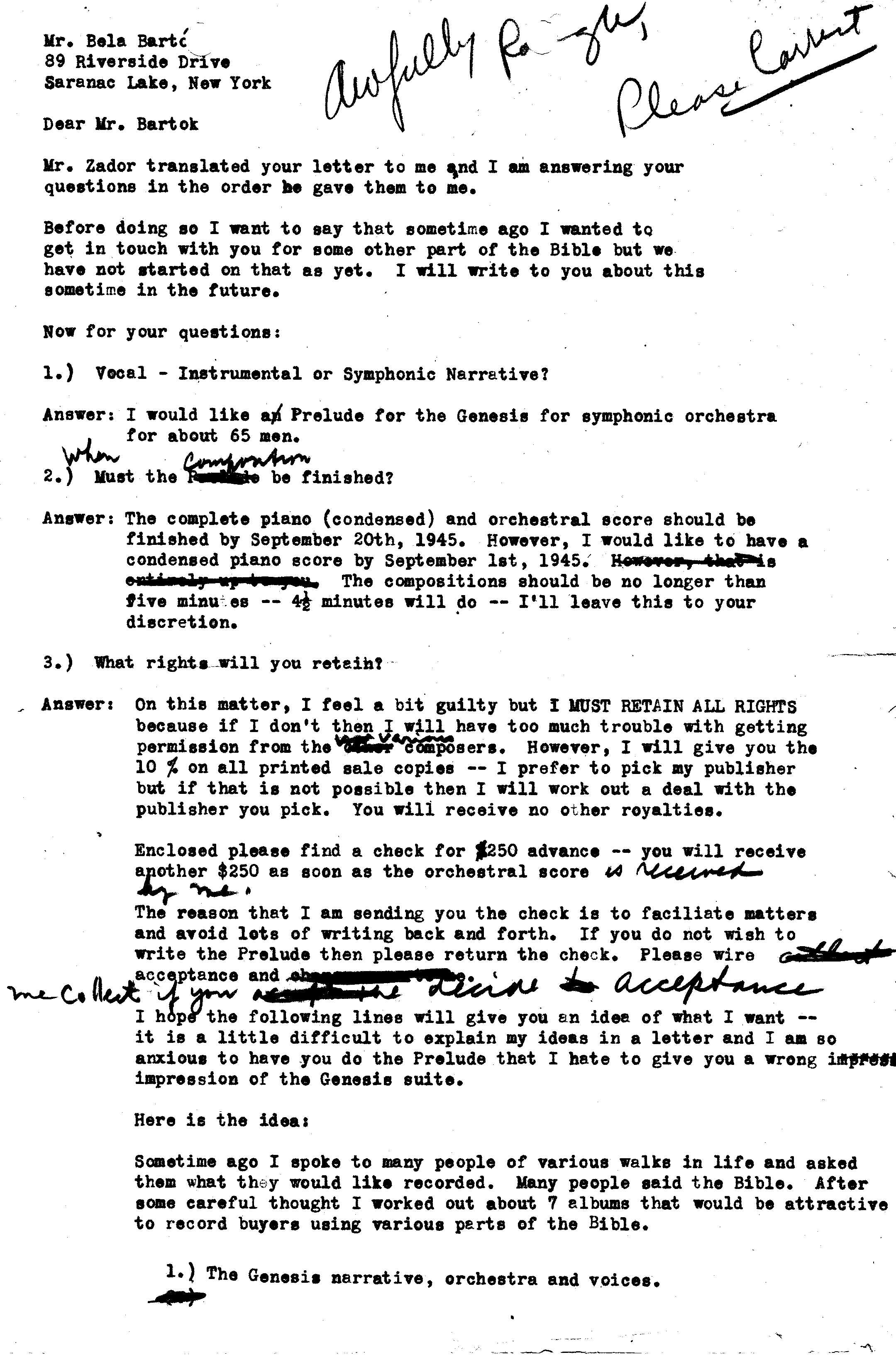
Nathaniel Shilkret Bartók Bélához írt 1945. augusztus 8-i levele.

Shilkret az 1935-ös év közepén otthagyta az RCA-t, de felvételeket továbbra is készített a lemeztársasággal, velük készült utolsó felvétele az 1946-ban rögzített American Banjo Album (P-218) volt.
Shilkret 1935 végén Los Angelesbe költözött és az egyik hollywoodi filmstúdió, az RKO Pictures zenei igazgatója lett 1935 és 1937 között, de dolgozott a Walter Lantz Productions számára is, szintén a stúdió zenei igazgatójaként 1937-ben, majd a Metro-Goldwyn-Mayer zenei igazgatója volt 1942 és 1946 között. A filmjei között, melyeknek zenéit életre keltette, megtalálhatók a Laurel and Hardy, azaz magyarul a Stan és Pan sorozat darabjai, a Mary of Scotland (1936), Swing Time (1936), The Plough and the Stars, és Shall We Dance? (1937). Oscar-díjra jelölt filmzenéje, a Maxwell Anderson drámájából készült Winterset (1936).
1939-ben számos neves szólista felvételének karmestere volt, köztük a tenor Jan Peerce és a Victor Symphony Orchestra több lemezből álló Victor Herbert tiszteletére kiadott RCA Victor's lemezfelvételeinek – mely egy NBC rádióadást követően született meg –, ezeken kívül több album felvételén részt vett 1939 és 1940-ben.
1944 – 1945-ben Shilkret vezette azt a projektet, mely több zeneszerző együttműködésében egy többtételes mű, a Genezis szvit komponálására alakult. A projektbe Shilkret Európából az Egyesült Államokba emigrált zeneszerzőket vont be, mindegyiküket a darab egy-egy tételének megkomponálására kérte fel. A közösen komponált mű zeneszerzői Mario Castelnuovo-Tedesco, Darius Milhaud, Arnold Schönberg, Igor Stravinsky, Alexandre Tansman, Ernst Toch és Shilkret voltak. Shilkret megpróbálta Bartók Bélát is felkérni, de fáradozása Bartók betegsége miatt eredménytelen volt.
Az 1950-es évek közepétől Nathaniel Shilkret fia Franklin Square-en levő otthonában élt New Yorkban egészen 1982-ben bekövetkezett haláláig.

## Kompozíciói

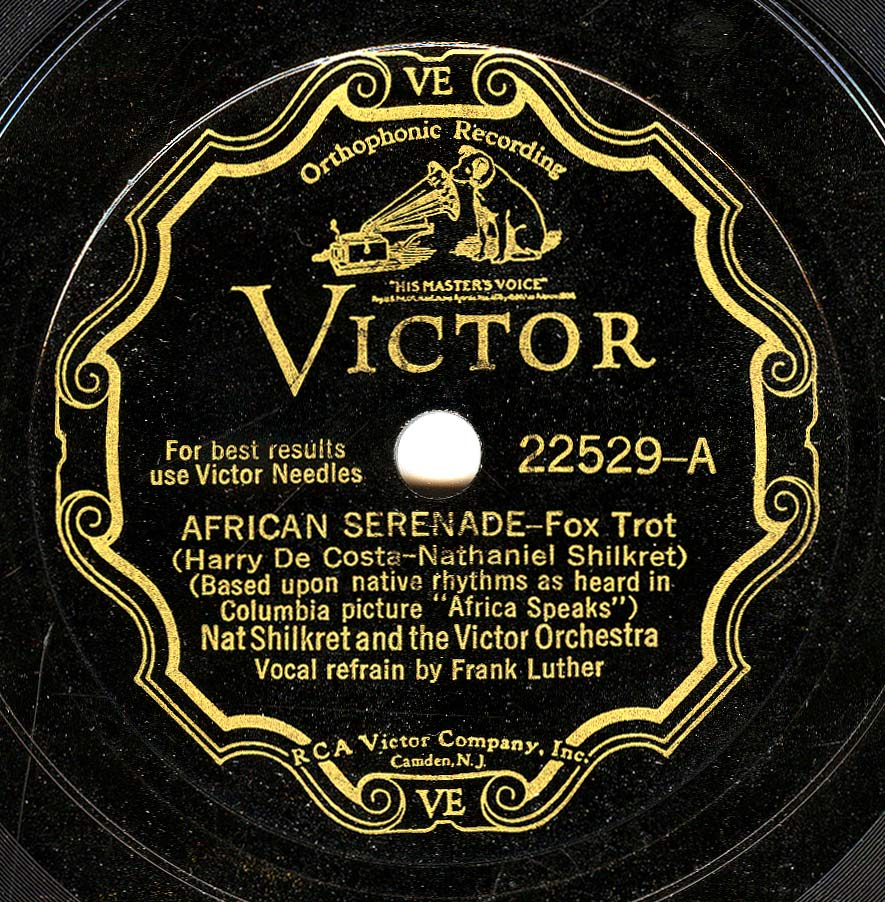
Nathaniel Shilkret foxtrottjának, az African Serenade-nek 1930-as felvétele a Victor Orchestra-rel

Több mint ezer kompozíciót hagyott hátra, részben saját műveket, részben hangszereléseket. Legnépszerűbb művének, a The Lonesome Roadnak első énekes-társszerzője Gene Austin volt, majd Jules Bledsoe és további kétszáz művész, olyan sztárok, mint Louis Armstrong, Bing Crosby, Frank Sinatra és Paul Robeson játszották alkotásait lemezre.
A brit filmrendező, Frank Lloyd 1929-ben készült Oscar-díjas filmjének, a The Divine Lady-nek betétdalát is ő komponálta, valamint egy másik film betétdalának, a Jeannine, I Dream of Lilac Timenak kottáját több mint két millió példányban adták el, és adták elő olyan művészek, mint Louis Armstrong, Skitch Henderson, Guy Lombardo, a Londoni Filharmonikus Zenekar, John McCormack, Mitch Miller, Hugo Montenegro, The Platters és Lawrence Welk.
Pozánra írt versenyműve, azaz a Concerto for Trombone premierje 1945-ben volt, Tommy Dorsey-t a New York Symphony Orchestra kísérte Leopold Stokowski vezénylete mellett. A versenymű feledésbe merült, a széles közönség számára hozzáférhetetlen volt az ’50-es évek közepétől egészen a 21. századig, amikor a skót harsonás, Bryan Free rátalált, a mű újbóli bemutatója a Carnegie Hallban volt, azóta Kanadában, az Egyesült Államokban több mint hatvanszor adták elő.

## Fordítás
- Ez a szócikk részben vagy egészben  a    Nathaniel Shilkret  című angol Wikipédia-szócikk ezen változatának fordításán alapul.  Az eredeti cikk szerkesztőit annak laptörténete sorolja fel. Ez a jelzés csupán a megfogalmazás eredetét és a szerzői jogokat jelzi, nem szolgál a cikkben szereplő információk forrásmegjelöléseként.

## További Információ
- Nathaniel Shilkret az Internet Movie Database-ben (angolul)